# Entrega de mejor esfuerzo
El mecanismo de mejor esfuerzo, entrega de mejor esfuerzo (best-effort delivery, en inglés) o de mejores intenciones designa un tipo de servicio de red en el que la red no puede garantizar que los datos lleguen a su destino, ni ofrecer al usuario una determinada calidad de servicio (QoS) en sus comunicaciones.
En una red de «mejor esfuerzo» todos los usuarios reciben el mejor servicio posible en ese momento, lo que significa que obtendrán distintos anchos de banda y tiempos de respuesta en función del volumen de tráfico en la red.

## Ejemplos
El reparto diario de correo a cargo del servicio postal ilustra bien el funcionamiento del modelo de mejor esfuerzo. El envío de una carta cualquiera no está programado de antemano en la oficina de correos, sino que es el cartero quien se encarga de hacer todo lo posible para que la misiva llegue a su destino. Si, de repente, la oficina se viese desbordada por una entrada masiva de cartas, la entrega podría demorarse varios días, y en todo caso no se informaría al remitente de si su carta finalmente se ha entregado o no.
En las redes telemáticas, los servicios de tipo best-effort pueden proveer una corrección de errores básica, e incluso cierta tolerancia a fallos en la transmisión (ej. CSMA/CD). Sin embargo, por definición no pueden garantizar en todo caso la entrega efectiva de los datos. Por ello, generalmente la fiabilidad de la comunicación se delega en algún protocolo de una capa superior.
Dentro de la pila de protocolos de red encontramos múltiples ejemplos de servicios best-effort. Entre ellos, cabe citar:
- HDLC y Ethernet (capa de enlace)

- IP (capa de red)

- UDP y UDP-Lite (capa de transporte).

## Internet y redes IP
El diseño original de Internet contemplaba un servicio de «mejor esfuerzo», es decir, sin ninguna garantía de calidad del servicio. Bajo este mecanismo, la red trata por igual a todos los paquetes de datos, sin dar prioridad a ningún tipo de tráfico sobre otro. El problema de este enfoque radica en que, si aumenta demasiado la carga de tráfico y se produce una congestión grave de la red, pueden llegar a descartarse paquetes de información esencial para la comunicación.
El protocolo IP, que sustenta la mayor parte de las comunicaciones en la Red, no provee ningún mecanismo para determinar si un paquete alcanza o no su destino. IP solo se preocupa de verificar la integridad de los datos transmitidos, aplicando sumas de comprobación (checksums) a las cabeceras de los paquetes (también llamados datagramas IP). Por esta razón, se dice que IP proporciona un servicio de datagramas no fiable (o de mejor esfuerzo), pues no garantiza la recepción de todos los paquetes. Esta falta de garantías en la entrega puede provocar que lleguen al destinatario paquetes dañados, duplicados o fuera de orden, e incluso que algunos paquetes se pierdan por el camino. Según el modelo de referencia OSI, controlar la fiabilidad de la transmisión es responsabilidad de los protocolos de la capa de transporte, como TCP.

### Limitaciones del modelobest-effort
Ante las aplicaciones multimedia y de tiempo real (videoconferencia, retransmisión de vídeo, etc.) que deben soportar las actuales redes de datos, con enormes demandas de tráfico y tiempos de respuesta muy bajos, los protocolos y servicios tradicionales resultan obsoletos. Las únicas redes diseñadas desde el principio para soportar tanto tráfico tradicional (TCP y UDP) como tráfico de tiempo real son las redes ATM. No obstante, el uso de ATM supone construir una segunda infraestructura de red para el tráfico de tiempo real, o bien sustituir la configuración previa basada en IP por ATM, y ambas alternativas son costosas.
Asimismo, los inconvenientes citados del modelo best-effort han propiciado el surgimiento de alternativas más fiables, diseñadas para ofrecer calidad de servicio (QoS) y robustez en las comunicaciones. Es el caso de los llamados Servicios Diferenciados (DiffServ) y Servicios Integrados (IntServ); ambos proporcionan un servicio de red que garantiza la entrega final de los datos.

## Red telefónica
Las redes de telefonía fija no operan con el modelo de «mejor esfuerzo», sino que basan su funcionamiento en la tecnología de conmutación de circuitos. Durante la fase de establecimiento de llamada, se reservan las líneas y recursos necesarios en la central telefónica, o bien, en su defecto, una señal de ocupado informa al usuario de que la llamada no puede efectuarse en ese momento. Este modelo permite que ninguna llamada telefónica pueda ser interrumpida por una sobrecarga en la red, y garantiza un ancho de banda constante.